# Олександропільський курган

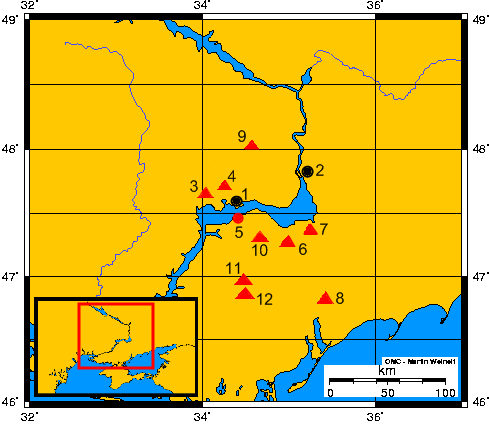
Столиця скіфів Кам'янське городище і т. зв. скіфські «царські» могили в нижній течії Дніпра:
1) Нікополь (сучасне місто)
2) Запоріжжя (сучасне місто)
3) Товста Могила
4) Чортомлик
5) Кам'янське городище
6) Гайманова Могила
7) Василівські кургани
8) Мелітопольський курган
9) Олександропільський курган
10) Велика Цимбалка
11) Козел
12) Огуз

Олександропільский курган — скіфський курган IV століттям до нашої ери, один з великих «царських» курганів Північного Причорномор'я, що знаходився у Дніпропетровській області. Серед місцевого населення курган відоміший під назвою Лугова могила.

## Місцезнаходження кургану
Курган розташований біля села Лугове, на схід від річки Базавлук в Солоня́нському райо́ні Дніпропетровської області.
 Координати — 47.99036, 34.42942

## Історія досліджень
Первинні дослідження проводилися під керівництвом А. Терещенка у 1852—55 роках. Основні дослідження кургану проведені О. Люценком у 1855–1856 роках, під час яких курган був повністю розкопаний.
Олександропільський курган був першим великим скіфським курганом, що спеціально розкопувався з науковою метою. Оскільки передбачалося, що курган знаходиться в Герросі, області поховання скіфських царів, і прекрасні речі, знайдені селянами напередодні розкопок вказували саме на скіфську приналежність кургану, ставилося завдання дослідження саме гробниці скіфського царя. Вперше досліднику ставилося в обов'язок ведення журналу з докладними описами щоденних робіт. Протягом 1852–1855 роках А. В. Терещенко і О. Є. Люценко повністю розкопали насип, а в 1855–1856 роках О. Є. Люценко досліджував численні підземні споруди.
На жаль, А. В. Терещенко виявився непридатним для розкопок, вельми ними обтяжувався і за кожної нагоди займався поїздками, результатом чого стала поява «Нарисів Новоросійського краю» та статті про кургани і кам'яних баб. Ведення щоденного журналу (нинішнього польового щоденника) звелося до формальних записів про проведені за тиждень роботи, що складалися заднім числом, малозмістовних і невиразних, з вкрай невизначеними, інколи прямо протилежними, координатами знахідок.
В цілому досить непросто зорієнтуватися в послідовності. У результаті немає виразного уявлення про гігантську крепіду кургану, існування кам'яного панцира, який покривав поверхню кургану, ледве вгадується..
Вже у 2004 році вдалося відкрити залишки прикурганної тризни кургану, де вперше випала можливість її дослідження в повному обсязі, оскільки внаслідок унікальних обставин залишки тризни виявилися двічі законсервованими. Дослідження тривали 6 польових сезонів з 2004 по 2009 роки.

## Опис кургану та знахідок
Висота кургану становить 21 метр, діаметр 101 метр..
Поховання знатних осіб у двох камерах-катакомбах пограбовані ще в давнину. Збереглися: в насипу залишки колісниці; могила коня поблизу центральної камери.Тут виявлені золоті і срібні високохудожні прикраси, парадна зброя, рідкісне зображення шанованої скіфами змієногої богині, дочки Борисфена (Дніпра). У кургані знайдено останки поховання рабів, а також ще 14 коней у дорогоцінній збруї зі срібними і бронзовими прикрасами.,

## Цікаві факти
У кургані була знайдена пара срібних нащічників, що зображують молодого скіфа, який переслідує зайця. Деякі науковці вважають, що це зображення перетинається із текстами Геродота про битву персів зі скіфами, що не відбулася, через те, що скіфи захопилися полюванням за зайцем, що пробігав перед їхнім бойовим ладом.